# Ďáblova prohlubeň
Ďáblova prohlubeň, anglicky Devils Hole, je skupina hlubokých příkopů v Severním moři zhruba 200 km východně od skotského města Dundee.
Tvary, které byly prvně zmapovány HMS Fitzroy, byly oficiálně zaznamenány v Geographical Journal Královské geografické společnosti v roce 1931. Měření ukázalo, že mořské dno je hluboké 80 a 90 metrů, ale příkopy jsou hluboké 230 m. Běží v severo-jižním směru a jsou v průměru mezi 1 a 2 km široké a 20 až 30 km dlouhé.
Rybáři Ďáblovu prohlubeň po generace znali, protože na příkrých svazích příkopů se jim trhaly sítě. Tak dostal příkop patrně své jméno.
Sklon svahů příkopů je v některých místech až 10°. Pro porovnání kontinentální šelf severozápadně od Velké Británie má sklon  v průměru 1°.